# Újpesti Torna Egylet (polo aquático)
Újpesti Torna Egylet é um clube de polo aquático da cidade de Budapeste, Hungria.

## História
O clube foi fundado em 1891. 

## Títulos
- Liga Húngara de Polo aquático (26)
  - 1930, 1931, 1932, 1933, 1934, 1935, 1936, 1937, 1938, 1939, 1941, 1942, 1945, 1946, 1948, 1950, 1951, 1952, 1955, 1960, 1967, 1985–86, 1990–91, 1992–93, 1993–94, 1994–95